# Frederiksø, Ertholmene
Frederiksø är en ö i Danmark. Den ligger i den lilla ögruppen Ertholmene, 20 kilometer nordöst om Bornholm i Östersjön, i den östra delen av landet, 170 km öster om huvudstaden Köpenhamn.
Ön är uppkallad efter kung Fredrik IV av Danmark som byggde ut hamnen och kasernerna och har en yta på fyra hektar. En svängbro förbinder Frederiksø med Christiansø.
Befästningarna på Ertholmene byggdes av kung Kristian V. Lilletårn på Frederiksø, som byggdes av granit av Anthony Coucheron 1685, skulle tillsammans med Storetårn på Christiansø hindra trafik mellan Græsholm och Frederiksø och fientlig landstigning på holmen. Fästningen lades ned 1885 och tornet är numera ett lokalt museum.
Ertholmene har en befolkning på omkring 90 personer och administreras av 
Försvarsministeriet. Området och samtliga byggnader är kulturskyddade.